# Guvernul Ion Ghica (Iași)
Guvernul Ion Ghica (Iași) a fost un consiliu de miniștri care a guvernat Principatul Moldovei în perioada 8 martie - 27 aprilie 1859.

## Componență
- Președintele Consiliului de Miniștri

Ion Ghica (8 martie - 27 aprilie 1859)
- Ministrul de interne

Ion Ghica (8 martie - 27 aprilie 1859)
- Ministrul de externe

Vasile Alecsandri (8 martie - 27 aprilie 1859)
- Ministrul finanțelor

Eugen Alcaz (8 martie - 27 aprilie 1859)
- Ministrul justiției

Constantin Hurmuzachi (8 martie - 27 aprilie 1859)
- Ministrul cultelor

Dimitrie A. Sturdza (8 martie - 27 aprilie 1859)
- Ministrul de război

General Constantin Milicescu (8 martie - 27 aprilie 1859)
- Ministrul lucrărilor publice

Ludovic Steege (8 martie - 27 aprilie 1859)

## Articole conexe
- Guvernul Ion Ghica (Iași)
- Guvernul Ion Ghica (București)
- Guvernul Ion Ghica (1)
- Guvernul Ion Ghica (2)
- Guvernul Ion Ghica (3)
- Guvernul Dimitrie Ghica

## Sursă
- Stelian Neagoe - "Istoria guvernelor României de la începuturi - 1859 până în zilele noastre - 1995" (Ed. Machiavelli, București, 1995)

| Precedat(ă) de: Guvernul Vasile Sturdza (Iași) | Guvernul Ion Ghica (Iași) 8 martie - 27 aprilie 1859 | Succedat(ă) de: Guvernul Manolache Costache Epureanu (Iași) - 1 |